# 2344 Сіцзан
2344 Сіцзан (2344 Xizang) — астероїд головного поясу, відкритий 27 вересня 1979 року.
Тіссеранів параметр щодо Юпітера — 3,314.
Назва китайською означає Тибет.